# Kaunasi nemzetközi repülőtér
A Kaunasi nemzetközi repülőtér (IATA: KUN, ICAO: EYKA) egy nemzetközi repülőtér Litvániában, Kaunas városban. Éves utasforgalma 1 159 184 fő (2022).

## Története
A repülőteret 1988-ban nyitották meg. Miután a városközponthoz közeli, kedvezőtlen fekvésű S. Darius és S. Girėnas repülőtér bővítésére már nem volt lehetőség, egy új, a várostól távolabbi helyszínen (13 km északkeletre a városközponttól) építették meg a nagyobb, modernebb repülőteret. Megnyitása után belföldi repülőtérként működött, ahonnan a Szovjetunió egyes városaiba (Kijev, Odessza, Harkiv, Szimferopol, Odessza) indítottak légi járatokat Jak–40 és Jak–42-es repülőgépekkel.

## Futópályák
A repülőtér futópályái:
- 08/26 (3250 m, 45 m, aszfalt)

## Forgalom
Az utasforgalom az elmúlt években az alábbi módon változott:
| Utasok száma | 19 202 | 19 891 | 77 350 | 390 881 | 809 732 | 830 268 | 747 284 | 1 186 081 | 368 645 | 1 159 184 |
|              | 2000   | 2002   | 2005   | 2007    | 2010    | 2012    | 2015    | 2017      | 2020    | 2022      |